# Stadt Wehlen
Stadt Wehlen település Németországban, azon belül Szászország tartományban. Lakosainak száma 1543 fő (2023. december 31.).

## Népesség
A település népességének változása:
| Lakosok száma | 1566 | 1579 | 1555 | 1549 | 1543 |
|               | 2017 | 2019 | 2021 | 2022 | 2023 |